# Теобальд I (граф Бару)
Теобальд (Тібо) I (фр. Thiébaut Ier de Bar, нім. Theobald I von Bar; бл. 1158 — 13 лютого 1214) — 10-й граф Бару в 1190—1214 роках, граф Люксембургу в 1197—1214 роках.

## Життєпис
Походив з династії Скарпон (Монбельярський дім). Другий син Рено II, графа Бару, і Агнес (доньки Теобальда II, графа Шампані). 
Народився 1158 року. 1170 року після смерті батька отримав сеньйорії Стене і Бріє. 1176 року одружився з представницею заможного роду де Лоон.
1183 року помирає його дружина. У 1189 році одружився вдруге. Того ж року разом зі старшим братом Генріхом I, графом Бару, приєднався до війська Генріха II, графа Шампані, одного з лідерів Третього хрестового походу на початковому етапі. 1191 року після загибелі брата під час облоги міста Акра Теобальд успадкував графство Барське.
1192 року повернувся на батьківщину. Близько 1195 року розлучився з другою дружиною. У 1197 році одружився з представницею Намюрського дому. Того ж року домігся від Оттона I Гогенштауфена, передачі йому та дружині графства Люксембург. Втім війна проти Філіппа I, маркграфа Намюра, з метою повернення родинних земель Намюрського дому, виявилася невдалою. 1199 року за Дінанською угодою Теобільд I від імені дружини відмовився від прав на Намюр.
У 1202 році підписав договір з лотаринзьким герцогом Симоном II, за яким Теобальд I визнавав усі володіння лотаринзького герцога. Натомість Теобальд I отримав сюзеренітет над графством Водемон, що підвищило його вплив в Лотарингії.
1211 року за грабунок церкви в Мецькій єпархії був відлучений від церкви. В якості каяття приєднався до Другого альбігойського походу. Відзначився при облозі Тулузи. В подальшому не виявив особливої ревності проти графів — прихильників катарів. 1213 року повернувся до Бару, де помер 1214 року. В графстві Бар спадкував син Генріх II. Графство Люксембург зберегла його удова Ермезінда II.

## Родина
1 Дружина — Лауретта, донька графа Людовика I де Лоона.
Діти:
- Агнес (1177—1226), дружина Фрідріха II, герцог Лотарингії

2 Дружина — Ермезінда, донька Гі де Брієнна, графа Бар-сюр-Сен.
Діти:
- Генріх (1190—1239), граф Бару
- Агнес (д/н—1225), дружина Гуго I де Шатійон, граф де Сен-Поль, Блуа і Шатоден
- Маргарита (д/н — після 1259), дружина Генріха фон Зальм

3 Дружина — Ермезінда II, графиня Люксембургу.
Діти:
- Рено (д/н— 1211/1214)
- Генріх (д/н— 1211/1214)
- Єлизавета (д/н—1262), дружина Валерана II, сеньйора Моншау
- Маргарита (д/н—1270), дружина: 1) Гуго III, графа Водемон; 2) Генріха де Дампьер-ан-Астенуа, сеньйора Бюї